# Sphenomorphus bignelli
Sphenomorphus bignelli là một loài thằn lằn trong họ Scincidae. Loài này được Schmidt mô tả khoa học đầu tiên năm 1932.